# 8. maj
8. maj er dag 128 i året i den gregorianske kalender (dag 129 i skudår). Der er 237 dage tilbage af året.
Dagens navn er Stanislaus. Det er verdens Røde Kors dag.

### Begivenheder
Født - Dødsfald
- 1771 - Under Struensees styre udstedes en forordning om, at alle huse skal forsynes med et nummer.
- 1821 - Den russiske admiral Fabian Gottlieb von Bellinghausen melder efter at have sejlet omkring det, at Antarktis er et kontinent.
- 1825 - En plakat bekræfter mænds ret til at sværge sig fri, hvis de bliver udlagt i faderskabssager.
- 1852 - Danmarks selvstændighed garanteres ved London-protokollen af Storbritannien, Frankrig, Preussen, Østrig og Sverige.
- 1858 - Nedlægning af første transatlantiske søkabel afsluttes.
- 1886 - Dr. John S. Pemberton begynder at sælge sin opkvikkende eleksir efter egen opskrift. Tre år senere sælger han opskriften på Coca-Cola for 2300 dollars.
- 1933 - Mahatma Gandhi begynder fastesultestrejke mod briterne.
- 1940 - Nazityske soldater i hollandske uniformer krydser den hollandske grænse for at indtage nogle broer med henblik på det kommende felttog.
- 1942 - Den tyske sommeroffensiv på Krim sætter ind.
- 1944 - General Dwight D. Eisenhower fastsætter invasionsdagen (D-dag) af Frankrig til 5. juni 1944.
- 1945 - Russerne bomber Bornholm, hvis tyske kommandant nægter at overgive sig.
- 1945 - Efter tyskernes underskrift på kapitulationen dagen før træder freden i kraft, og dagen erklæres som Victory In Europe Day (VE Day).
- 1950 - General Douglas MacArthur bliver leder af FN's tropper i Korea.
- 1962 - Radiorådet beslutter at indføre program 3 "med let musik".
- 1970 - The Beatles udgiver deres sidste album Let It Be (album).
- 1984 - Sovjetunionen meddeler sit boykot af OL af frygt for de russiske sportsfolks sikkerhed.
- 1985 - Den kommunistiske partisekretær Ingmar Wagners selvangivelse forhøjes med 460.000 kroner efter tyveri af 750.000 kroner, som ikke var opgivet til skattevæsenet.
- 1988 - 100 provster og sognepræster sender protest mod lovforslag om at give homoseksuelle par ægteskabelig status.
- 1990 - Statsminister Poul Schlüter accepterer dommerundersøgelse af justitsminister Erik Ninn-Hansens embedsførelse i Tamilsagen.
- 1998 - Michael Laudrup meddeler, at han stopper sin fodboldkarriere efter VM i Frankrig.
- 2001 - Landsretten omstøder et testamente, hvor et et hus i Nørresundby efterlades til de danske nazister. Huset går i stedet til en amerikansk slægtning.
- 2021 - Den 74. Bodilprisuddeling finder sted i Folketeatret i København.

### Født
- 1629 - Niels Juel, dansk søhelt (død 1697).
- 1737 - Edward Gibbon, engelsk historiker (død 1794).
- 1753 - Miguel Hidalgo, mexicansk revolutionær (død 1811).
- 1828 - Henri Dunant, schweizisk grundlægger af Røde Kors og modtager af Nobels fredspris (død 1910).
- 1836 - Sophus Schandorph, dansk teolog og digter (død 1901).
- 1842 - Emil Christian Hansen, dansk fysiolog og leder af Carlsberg-bryggerierne (død 1909).
- 1859 - J.L.W.V. Jensen, dansk matematiker (død 1925).
- 1884 - Harry S. Truman, amerikansk præsident (død 1972).
- 1899 - Friedrich Hayek, østrigsk-britisk økonom og modtager af Nobelprisen i økonomi (død 1992).
- 1903 - Fernandel, fransk skuespiller (død 1971).
- 1906 - Roberto Rossellini, italiensk filminstruktør (død 1977).
- 1911 -  Robert Johnson, amerikansk bluesguitarist og -sanger (død 1938).
- 1916 - João Havelange, brasiliansk forretningmand og præsident for FIFA (død 2016).
- 1926 - David Attenborough, engelsk tv-producer.
- 1926   - Don Rickles, amerikansk skuespiller (død 2017).
- 1928 - Ted Sorensen, amerikansk advokat og præsidentrådgiver (død 2010).
- 1929 - Miyoshi Umeki, japansk skuespillerinde (død 2007).
- 1932 - Sonny Liston, amerikansk bokser (død 1970).
- 1935 - Elisabeth, dansk prinsesse (død 2018).
- 1935   - Jack Charlton, engelsk fodboldspiller og -træner (død 2020).
- 1937 - Poul Winckler, dansk tidligere fagforeningsformand (død 2019).
- 1937   - Thomas Pynchon, amerikansk forfatter.
- 1938 - Jean Giraud, fransk tegneserietegner (død 2012).
- 1940 - Ricky Nelson, amerikansk sanger (død 1985).
- 1943 - Waage Sandø, dansk skuespiller, instruktør og teaterchef.
- 1944 - Gary Glitter, engelsk sanger.
- 1945 - Fritze Hedemann, dansk skuespiller.
- 1945   - Keith Jarrett, amerikansk musiker.
- 1948 - Leif Wivelsted, dansk programmedarbejder.
- 1956 - Søren Ulrik Thomsen, dansk forfatter.
- 1960 - Franco Baresi, italiensk fodboldspiller.
- 1960 - Paul Harrington, irsk musiker.
- 1961 - Bill de Blasio, amerikansk politiker.
- 1964 - Melissa Gilbert, amerikansk skuespiller
- 1970 - Luís Enrique, spansk fodboldspiller.
- 1971 – Candice Night, amerikansk singer-songwriter fra Blackmore's Night.
- 1975 - Enrique Iglesias, spansk sanger.
- 1976 - Martha Wainwright, canadisk musiker og sangskriver.
- 1978 - Lúcio, brasiliansk fodboldspiller.
- 1983 - Matt Willis, britisk sanger.

### Dødsfald
- 535 - Pave Johannes 2. (født 470).
- 1319 - Håkon 5. Magnusson, norsk konge (født 1270).
- 1794 - Antoine Laurent Lavoisier, fransk kemiker (født 1743) - henrettet.
- 1873 - John Stuart Mill, engelsk filosof (født 1806).
- 1880 - Gustave Flaubert, fransk forfatter (født 1821).
- 1959 - Ibrahim, sultan af Johor i Malaysia (født 1873).
- 1960 - Hugo Alfvén, svensk komponist, dirigent, forfatter og maler (født 1872).
- 1982 - Gilles Villeneuve, canadisk racerkører (født 1950) - racerløbulykke.
- 1983 - John Fante, amerikansk forfatter (født 1909).
- 1990 - Luigi Nono, italiensk komponist (født 1924).
- 1999 - Dirk Bogarde, britisk skuespiller (født 1921).
- 1999 - Ole Søltoft, dansk skuespiller (født 1941).
- 2006 - Herman Salling, dansk købmand og direktør (født 1919).
- 2008 - François Sterchele, belgisk fodboldspiller (født 1982).

|  | Denne datoartikel kan blive bedre, hvis der indsættes et (bedre) billede Du kan hjælpe ved at afsøge Wikimedia Commons for et passende billede eller uploade et godt billede til Wikimedia Commons iht. de tilladte licenser og indsætte det i artiklen. |